# باندیاگارا
باندیاگارا (به لاتین: Bandiagara) یک منطقهٔ مسکونی در مالی است که در استان موپتی واقع شده‌است.
 باندیاگارا  ۲۵٬۵۶۴ نفر جمعیت دارد و ۳۹۲ متر بالاتر از سطح دریا واقع شده‌است.